# 陈显伯故居
陈显伯故居，是位于福建省福州市罗源县飞竹镇洋头村洋尾自然村的一个南宋古建筑，2007年入选第五批罗源县文物保护单位。
陈显伯故居是南宋地方名人陈显伯的出生地，有明显的宋代建筑特征，1934年毁于大火，后屡有重建，2014年当地村民斥资60万元人民币重修。屋前的空埕上保留有南宋时期的上马堂，祖屋大厅墙上悬挂有记载陈显伯生平事迹的挂板和由族谱收集来的陈显伯肖像画。